# Movin' Over
Movin' Over è il secondo EP dei Not Moving, pubblicato dalla casa discografica Electric Eye Records nel 1983.

## Tracce
Lato A
1. Behind Your Pale Face
2. Psycho Ghoul

Lato B
1. Everything Ends Here
2. Double Mind